# Torètes
Les Torètes (en grec: Τορεᾶται, Toreatae, Strabon XI 2. 11, ou Τορεταί, Toretae, Étienne de Byzance s. v.; Pline l'Ancien VI. 5; Pomponius Mela, I. 2) étaient une tribu des Méotes en Sarmatie, présents au Ier millénaire av. J.-C. sur les côtes est et sud-est de la Mer d'Azov.

## Géographie
Les Torètes étaient établis sur un territoire correspondant à l'actuel oblast de Rostov en Russie. Strabon les cite comme étant entourés par les Méotes, les Sindi, les Dandarii, les Agri, les Arrechi, les Tarpetes, les Obidiaceni, les Sittaceni, Dosci, et les Aspurgiani (XI. 2. 11). Ptolémée (V. 9) mentionne une Τορετικὴ en Sarmatie asiatique; dans un autre passage (III. 5. et 25) il parle des Τορεκκάδαι (Toreccadae) comme un peuple de la Sarmatie européenne, qui se confondrait éventuellement avec les Torètes.

## Histoire
Le Torètes forment un des principaux peuples fédérés dans le Royaume du Bosphore au cours des IIIe et IIe siècles av. J.-C.

Pendant la période soviétique, les scientifiques, archéologues, historiens et ethnographes russes ont fait des tribus torètes et méotes les ancêtres des Adyguéens.